# Arja Hannus
Arja Hannus, född 13 januari 1960 i Ånge, är en svensk idrottare som vunnit flera VM-guld i både orientering  och skidorientering. Hannus är uppvuxen i Kovland i Sundsvalls kommun och inledde sin karriär i Kovlands IF. Hon fortsatte sin karriär inom Selånger SK. Hon har även representerat IFK Södertälje och Domnarvets GoIF.